# Supreme Ruler 2020
Supreme Ruler 2020 est un jeu vidéo de grande stratégie de la série des jeux Supreme Ruler, développés par BattleGoat Studios.

## Accueil
| Supreme Ruler 2020    |      |       |
| Média                 | Pays | Notes |
| GameSpot              | US   | 45 %  |
| IGN                   | US   | 78 %  |
| Jeuxvideo.com         | FR   | 13/20 |
| PC Gamer US           | US   | 50 %  |
| Compilations de notes |      |       |
| Metacritic            | US   | 65 %  |